# 伯西山
76°1′S 132°38′W / 76.017°S 132.633°W
伯西山（英語：Mount Bursey）是南極洲的山峰，位於瑪麗伯德地，屬於弗拉德山脈的一部分，海拔高度2,780米，在1940年由美國研究隊發現，現時由南極條約體系管理。